# Giải thưởng phim truyền hình Hàn Quốc
Korea Drama Awards (tiếng Hàn: 코리아 드라마 어워즈) là một lễ trao giải dành cho các phim truyền hình xuất sắc tại Hàn Quốc (tương đương với giải Oscar trên thế giới). Giải thưởng được tổ chức bởi Korea Drama Festival lần đầu vào năm 2007, và được diễn ra hằng năm vào tháng 10 tại Jinju, Nam Gyeongsang. Những chương trình đủ điều kiện tham dự được tính từ tháng 10 của năm trước đến tháng 9 của năm trao giải. Những đề cử là những bộ phim truyền hình Hàn Quốc được phát sóng trên ba đài truyền hình lớn (KBS, MBC và SBS) cùng với đó là các kênh truyền hình cáp. Năm 2009, giải thưởng bị hoãn do đại dịch cúm A/H1N1.

## Các hạng mục
- Grand Prize (Daesang)
- Phim xuất sắc nhất
- Đạo diễn xuất sắc nhất
- Biên kịch xuất sắc nhất
- Nam diễn viên xuất sắc nhất
- Nữ diễn viên xuất sắc nhất
- Nam diễn viên xuất sắc
- Nữ diễn viên xuất sắc
- Nam diễn viên phụ xuất sắc nhất
- Nữ diễn viên phụ xuất sắc nhất
- Nam diễn viên mới xuất sắc nhất
- Nữ diễn viên mới xuất sắc nhất
- Diễn viên nhí xuất sắc nhất
- Nhạc phim xuất sắc nhất
- Giải thưởng Đặc biệt

## Grand Prize (Daesang)
| Lần | Năm  | Nhận giải      | Phim                                |
| --- | ---- | -------------- | ----------------------------------- |
| 1   | 2007 | Kim Hee-ae     | Người tình của chồng tôi            |
| 1   | 2007 | Yoo Dong-geun  | Yeon Gaesomun                       |
| 2   | 2008 | Kim Myung-min  | Bản giao hưởng định mệnh            |
| 3   | 2010 | —              | —                                   |
| 4   | 2011 | —              | Khu vườn bí mật                     |
| 5   | 2012 | Kim Nam-joo    | Gia đình chồng tôi                  |
| 6   | 2013 | Lee Bo-young   | Đôi tai ngoại cảm, Seo Young của bố |
| 7   | 2014 | Kim Soo-hyun   | Vì sao đưa anh tới                  |
| 8   | 2015 | Kim Soo-hyun   | Hậu trường giải trí                 |
| 9   | 2016 | Kim So-yeon    | Gia hòa vạn sự thành                |
| 10  | 2017 | Kim Sang-joong | Giai thoại về Hong Gil Dong         |
| 11  | 2018 | Yoo Dong-geun  | Làm vợ anh nhé                      |
| 12  | 2019 | Choi Soo-jong  | Chỉ anh bên em                      |
| 13  | 2022 | Ha Jung-woo    | Narco-Saints                        |

## Phim xuất sắc nhất
| Lần | Năm  | Phim                           | Kênh |
| --- | ---- | ------------------------------ | ---- |
| 1   | 2007 | Truyền thuyết Jumong           | MBC  |
| 2   | 2008 | Sự phẫn nộ của người mẹ        | KBS2 |
| 3   | 2010 | Săn nô lệ                      | KBS2 |
| 4   | 2011 | —                              | —    |
| 5   | 2012 | Gia đình chồng tôi             | KBS2 |
| 6   | 2013 | Seo Young của bố               | KBS2 |
| 7   | 2014 | Vì sao đưa anh tới             | SBS  |
| 8   | 2015 | Misaeng                        | tvN  |
| 9   | 2016 | Hậu duệ mặt trời               | KBS2 |
| 10  | 2017 | Mặt nạ quân chủ                | MBC  |
| 10  | 2017 | Yêu tinh                       | tvN  |
| 11  | 2018 | Làm vợ anh nhé                 | KBS2 |
| 12  | 2019 | Lâu đài tham vọng              | JTBC |
| 13  | 2022 | Nữ luật sư kỳ lạ Woo Young Woo | ENA  |

## Đạo diễn xuất sắc nhất
| Lần | Năm  | Đạo diễn                    | Phim                  |
| --- | ---- | --------------------------- | --------------------- |
| 1   | 2007 | Kim Byung-wook              | Gia đình là số một    |
| 2   | 2008 | —                           | —                     |
| 3   | 2010 | Kim Kyu-tae (Miniseries)    | Mật danh Iris         |
| 3   | 2010 | Lee Jung-sub (Serial Drama) | Vua bánh mì           |
| 4   | 2011 | Kim Won-seok                | Sungkyunkwan Scandal  |
| 5   | 2012 | Jang Tae-yoo                | Cuộc chiến hoàng cung |
| 6   | 2013 | Jo Soo-won                  | Đôi tai ngoại cảm     |
| 7   | 2014 | Shin Won-ho                 | Hồi đáp 1994          |
| 8   | 2015 | Seo Soo-min và Pyo Min-soo  | Hậu trường giải trí   |
| 9   | 2016 | Kim Jin-min                 | Hợp đồng hôn nhân     |
| 10  | 2017 | Lee Jang-soo                | Sếp Kim đại tài       |
| 11  | 2018 | —                           | —                     |
| 12  | 2019 | —                           | —                     |
| 13  | 2022 | Park Joon-hwa               | Hoàn hồn              |

## Biên kịch xuất sắc nhất
| Lần | Năm  | Biên kịch                     | Phim                    |
| --- | ---- | ----------------------------- | ----------------------- |
| 1   | 2007 | —                             | —                       |
| 2   | 2008 | —                             | —                       |
| 3   | 2010 | Chun Sung-il (Miniseries)     | Săn nô lệ               |
| 3   | 2010 | Kang Eun-kyung (Serial Drama) | Vua bánh mì             |
| 4   | 2011 | Kim Eun-sook                  | Secret Garden           |
| 5   | 2012 | Park Ji-eun                   | Gia đình chồng tôi      |
| 6   | 2013 | Park Jae-bum                  | Thiên thần áo trắng     |
| 7   | 2014 | Jung Hyun-min                 | Jeong Do-jeon           |
| 8   | 2015 | Jang Hyuk-rin                 | Thiên tài lang băm      |
| 9   | 2016 | Noh Hee-kyung                 | Tình bạn tuổi xế chiều  |
| 10  | 2017 | Park Hye-jin                  | Mặt nạ quân chủ         |
| 11  | 2018 | Park Pil-joo                  | Làm vợ anh nhé          |
| 12  | 2019 | Jo Jung-sun                   | Con gái xinh đẹp của mẹ |
| 13  | 2022 | —                             | —                       |

## Nam diễn viên xuất sắc nhất
| Lần | Năm  | Diễn viên      | Phim                        |
| --- | ---- | -------------- | --------------------------- |
| 1   | 2007 | Kim Sang-joong | Người tình của chồng tôi    |
| 2   | 2008 | Choi Soo-jong  | Dae Jo-yeong                |
| 3   | 2010 | Jang Hyuk      | Săn nô lệ                   |
| 4   | 2011 | Lee Min-ho     | Thợ săn thành phố           |
| 5   | 2012 | Kim Sang-joong | Kẻ truy lùng                |
| 6   | 2013 | Jung Woong-in  | Đôi tai ngoại cảm           |
| 6   | 2013 | Lee Jung-jin   | Di sản trăm năm             |
| 7   | 2014 | Kim Jae-joong  | Bộ ba                       |
| 8   | 2015 | Lee Jong-suk   | Pinocchio                   |
| 9   | 2016 | Ahn Jae-hyun   | Lọ Lem và bốn chàng hiệp sĩ |
| 9   | 2016 | Jang Hyun-sung | Chuyện tình bác sĩ          |
| 10  | 2017 | Kim Ji-seok    | Giai thoại về Hong Gil Dong |
| 10  | 2017 | Kwon Yul       | Lời thì thầm                |
| 11  | 2018 | Kam Woo-sung   | Mình hôn nhau đi            |
| 12  | 2019 | Kim Dong-wook  | Jo, Thanh tra lao động      |
| 13  | 2022 | Kim Bum        | Bác sĩ ma                   |

## Nữ diễn viên xuất sắc nhất
| Lần | Năm  | Diễn viên      | Phim                        |
| --- | ---- | -------------- | --------------------------- |
| 1   | 2007 | —              | —                           |
| 2   | 2008 | Kim Ha-neul    | Sóng gió hậu trường         |
| 3   | 2010 | Han Hyo-joo    | Dong Yi                     |
| 4   | 2011 | Yum Jung-ah    | Gia đình hoàng tộc          |
| 5   | 2012 | Han Ji-min     | Hoàng tử gác mái            |
| 6   | 2013 | Jo Yoon-hee    | 9 lần ngược thời gian       |
| 7   | 2014 | Oh Yeon-seo    | Jang Bo-ri is Here!         |
| 8   | 2015 | Kim Tae-hee    | Thiên tài lang băm          |
| 9   | 2016 | Baek Jin-hee   | My Daughter, Geum Sa-wol    |
| 10  | 2017 | Lee Ha-nui     | The Rebel                   |
| 11  | 2018 | Wang Bit-na    | Mysterious Personal Shopper |
| 12  | 2019 | Kim Min-jung   | My Fellow Citizens!         |
| 13  | 2022 | Shin Hyun-been | Reflection of You           |

## Nam diễn viên xuất sắc
| Lần | Năm  | Diễn viên       | Phim                            |
| --- | ---- | --------------- | ------------------------------- |
| 1   | 2007 | —               | —                               |
| 2   | 2008 | Kim Rae-won     | Thực khách                      |
| 3   | 2010 | —               | —                               |
| 4   | 2011 | —               | —                               |
| 5   | 2012 | Lee Hee-joon    | Gia đình chồng tôi              |
| 5   | 2012 | Kwak Do-won     | Bóng ma                         |
| 6   | 2013 | Lee Jong-suk    | Đôi tai ngoại cảm               |
| 6   | 2013 | Kim Dong-wan    | Bố nuôi Mr. Kim                 |
| 7   | 2014 | Lee Kwang-soo   | Chỉ có thể là yêu               |
| 8   | 2015 | Lee Joon        | Thế giới tin đồn                |
| 8   | 2015 | Kim Dae-myung   | Misaeng                         |
| 9   | 2016 | Jo Jae-yoon     | Hậu duệ mặt trời                |
| 10  | 2017 | Jeon No-min     | The Emperor: Owner of the Mask  |
| 10  | 2017 | Min Jin-woong   | My Father is Strange            |
| 11  | 2018 | Hwang Chan-sung | What's Wrong with Secretary Kim |
| 11  | 2018 | On Joo-wan      | Man in the Kitchen              |
| 12  | 2019 | Kang Ki-young   | At Eighteen                     |
| 12  | 2019 | Lee Kyu-hyung   | Doctor John                     |
| 13  | 2022 | Lee Ki-woo      | My Liberation Notes             |

## Nữ diễn viên xuất sắc
| Lần | Năm  | Diễn viên      | Phim                           |
| --- | ---- | -------------- | ------------------------------ |
| 1   | 2007 | —              | —                              |
| 2   | 2008 | Han Ji-hye     | Đáng yêu hay không             |
| 3   | 2010 | —              | —                              |
| 4   | 2011 | —              | —                              |
| 5   | 2012 | Song Seon-mi   | Thời gian vàng                 |
| 6   | 2013 | Seo Hyun-jin   | Chàng rể quý                   |
| 7   | 2014 | Kang So-ra     | Bác sĩ xứ lạ                   |
| 8   | 2015 | Choi Soo-young | My Spring Days                 |
| 9   | 2016 | Park Se-young  | My Daughter, Geum Sa-wol       |
| 10  | 2017 | Lee Il-hwa     | Good Manager                   |
| 10  | 2017 | Song Ha-yoon   | Thanh xuân vật vã              |
| 11  | 2018 | Chae Jung-an   | Suits                          |
| 12  | 2019 | Lee Se-young   | The Crowned Clown              |
| 13  | 2022 | Jeon So-min    | Show Window: The Queen's House |

## Nam diễn viên phụ xuất sắc nhất
| Lần | Năm  | Diễn viên      | Phim            |
| --- | ---- | -------------- | --------------- |
| 1   | 2007 | —              | —               |
| 2   | 2008 | —              | —               |
| 3   | 2010 | Jung Dong-hwan | Dong Yi         |
| 4   | 2011 | Joo Sang-wook  | Cuộc đời lớn    |
| 5   | 2012 | —              | —               |
| 6   | 2013 | —              | —               |
| 7   | 2014 | —              | —               |
| 8   | 2015 | —              | —               |
| 9   | 2016 | —              | —               |
| 10  | 2017 | —              | —               |
| 11  | 2018 | —              | —               |
| 12  | 2019 | —              | —               |
| 13  | 2022 | Park Ho-san    | Today's Webtoon |

## Nữ diễn viên phụ xuất sắc nhất
| Lần | Năm  | Diễn viên    | Phim                |
| --- | ---- | ------------ | ------------------- |
| 1   | 2007 | —            | —                   |
| 2   | 2008 | —            | —                   |
| 3   | 2010 | Kim Hae-sook | Cuộc sống tuyệt vời |
| 4   | 2011 | Lee Yoo-ri   | Ước mơ lấp lánh     |
| 5   | 2012 | —            | —                   |
| 6   | 2013 | —            | —                   |
| 7   | 2014 | —            | —                   |
| 8   | 2015 | —            | —                   |
| 9   | 2016 | —            | —                   |
| 10  | 2017 | —            | —                   |
| 11  | 2018 | —            | —                   |
| 12  | 2019 | —            | —                   |
| 13  | 2022 | Hwang Bo-ra  | Kiss Sixth Sense    |

## Nam diễn viên mới xuất sắc nhất
| Lần | Năm  | Diễn viên      | Phim                 |
| --- | ---- | -------------- | -------------------- |
| 1   | 2007 | —              | —                    |
| 2   | 2008 | —              | —                    |
| 3   | 2010 | Yoon Shi-yoon  | Vua bánh mì          |
| 4   | 2011 | Kim Soo-hyun   | Dream High           |
| 5   | 2012 | Seo In-guk     | Love Rain            |
| 6   | 2013 | Park Seo-joon  | Hôn nhân vàng        |
| 6   | 2013 | Yong Jun-hyung | Thần tượng âm nhạc   |
| 7   | 2014 | Ahn Jae-hyun   | Vì sao đưa anh tới   |
| 7   | 2014 | Seo Kang-joon  | Cunning Single Lady  |
| 8   | 2015 | Park Chanyeol  | EXO Next Door        |
| 9   | 2016 | Seo Ha-joon    | The Flower in Prison |
| 10  | 2017 | Yook Sung-jae  | Yêu tinh             |
| 11  | 2018 | Cha Eun-woo    | Người đẹp Gangnam    |
| 12  | 2019 | Ong Seong-wu   | At Eighteen          |
| 13  | 2022 | Kim Do-hoon    | Today's Webtoon      |

## Nữ diễn viên mới xuất sắc nhất
| Lần | Năm  | Diễn viên    | Phim                       |
| --- | ---- | ------------ | -------------------------- |
| 1   | 2007 | —            | —                          |
| 2   | 2008 | —            | —                          |
| 3   | 2010 | Seo Woo      | Chị kế của Lọ Lem          |
| 4   | 2011 | Im Soo-hyang | Góc khuất của số phận      |
| 5   | 2012 | Yoon Jin-yi  | Phẩm giá quý ông           |
| 6   | 2013 | BoA          | Mong đợi Tình yêu          |
| 7   | 2014 | Min Do-hee   | Hồi đáp 1994               |
| 8   | 2015 | Lim Ji-yeon  | Giới thượng lưu            |
| 9   | 2016 | Kim Sae-ron  | Mirror of the Witch        |
| 10  | 2017 | Ko Won-hee   | Strongest Deliveryman      |
| 11  | 2018 | Seo Eun-soo  | My Golden Life             |
| 12  | 2019 | Kwon Nara    | Doctor Prisoner            |
| 13  | 2022 | Bae Woo-hee  | Hẹn hò chốn công sở        |
| 13  | 2022 | Bona         | Tuổi hai lăm, tuổi hai mốt |

## Diễn viên nhí xuất sắc nhất
| Lần | Năm  | Diễn viên      | Phim                |
| --- | ---- | -------------- | ------------------- |
| 1   | 2007 | —              | —                   |
| 2   | 2008 | —              | —                   |
| 3   | 2010 | —              | —                   |
| 4   | 2011 | —              | —                   |
| 5   | 2012 | Kwak Dong-yeon | Gia đình chồng tôi  |
| 6   | 2013 | Kal So-won     | Thân thế bí ẩn      |
| 7   | 2014 | Kim Ji-young   | Jang Bo-ri is Here! |
| 8   | 2015 | —              | —                   |

## Nhạc phim xuất sắc nhất
| Lần | Năm  | Ca khúc                                  | Phim                  |
| --- | ---- | ---------------------------------------- | --------------------- |
| 1   | 2007 | —                                        | —                     |
| 2   | 2008 | —                                        | —                     |
| 3   | 2010 | —                                        | —                     |
| 4   | 2011 | Huh Gak - "Don't Forget Me"              | Mối tình bất diệt     |
| 5   | 2012 | Lyn - "Back in Time"                     | Mặt trăng ôm mặt trời |
| 6   | 2013 | 4Men - "Only You"                        | Cửu Gia Thư           |
| 7   | 2014 | Ailee - "Goodbye My Love"                | Định mệnh anh yêu em  |
| 8   | 2015 | Jang Jae-in - "Auditory Hallucination"   | Kill Me, Heal Me      |
| 9   | 2016 | Insooni – "It's Okay Because I Am A Mom" | My Mom [ko]           |
| 10  | 2017 | DinDin – "Must Be The Money"             | Good Manager          |
| 11  | 2018 | Monday Kiz – "The Person Within Me"      | Marry Me Now          |
| 12  | 2019 | Ha Jin - "We All Lie"                    | Lâu đài tham vọng     |

## Giải thưởng đặc biệt của ban giám khảo
| Lần | Năm  | Người nhận     | Phim                           |
| --- | ---- | -------------- | ------------------------------ |
| 1   | 2007 | —              | —                              |
| 2   | 2008 | Kim Hae-sook   | Khi những bà nội trợ hành động |
| 3   | 2010 | Kim Byung-wook | Gia đình là số một 2           |
| 4   | 2011 | —              | —                              |
| 5   | 2012 | Lee Hee-joon   | Gia đình chồng tôi             |
| 5   | 2012 | —              | Nữ hoàng Insoo                 |
| 6   | 2013 | —              | —                              |
| 7   | 2014 | —              | —                              |
| 8   | 2015 | Yim Si-wan     | Misaeng                        |
| 9   | 2016 | So Yoo-jin     | Five Enough                    |
| 10  | 2017 | —              | —                              |

## Nam diễn viên được yêu thích nhất
| Lần | Năm  | Diễn viên     | Phim                    |
| --- | ---- | ------------- | ----------------------- |
| 1   | 2007 | Kim Dong-wook | Quán cà phê hoàng tử    |
| 1   | 2007 | Kim Jae-wook  | Quán cà phê hoàng tử    |
| 1   | 2007 | Lee Eon       | Quán cà phê hoàng tử    |
| 1   | 2007 | Lee Han-wi    | Quán cà phê hoàng tử    |
| 2   | 2008 | Kim Bum       | Phía Đông vườn địa đàng |
| 3   | 2010 | Jung Yong-hwa | Cô nàng đẹp trai        |
| 4   | 2011 | Kim Soo-hyun  | Dream High              |
| 5   | 2012 | —             | —                       |
| 6   | 2013 | —             | —                       |
| 7   | 2014 | —             | —                       |
| 8   | 2015 | —             | —                       |

## Nữ diễn viên được yêu thích nhất
| Lần | Năm  | Diễn viên      | Phim                           |
| --- | ---- | -------------- | ------------------------------ |
| 1   | 2007 | —              | —                              |
| 2   | 2008 | Im Yoona       | Em là định mệnh đời anh        |
| 2   | 2008 | Kim Hee-jung   | Khi những bà nội trợ hành động |
| 2   | 2008 | Kim Hyun-sook  | Rude Miss Young-ae - Season 3  |
| 3   | 2010 | Hwang Jung-eum | Gia đình là số một 2           |
| 4   | 2011 | —              | —                              |
| 5   | 2012 | —              | —                              |
| 6   | 2013 | —              | —                              |
| 7   | 2014 | —              | —                              |
| 8   | 2015 | —              | —                              |

## Cặp đôi xuất sắc nhất
| Lần | Năm  | Diễn viên                     | Phim              |
| --- | ---- | ----------------------------- | ----------------- |
| 1   | 2007 | —                             | —                 |
| 2   | 2008 | —                             | —                 |
| 3   | 2010 | —                             | —                 |
| 4   | 2011 | —                             | —                 |
| 5   | 2012 | Seo In-guk và Jung Eun-ji     | Hồi đáp 1997      |
| 6   | 2013 | Lee Jong-suk và Lee Bo-young  | Đôi tai ngoại cảm |
| 7   | 2014 | Kim Sung-kyun và Min Do-hee   | Hồi đáp 1994      |
| 8   | 2015 | Lee Jong-suk và Park Shin-hye | Pinocchio         |

## Các giải thưởng khác
| Lần | Năm  | Giải thưởng                                  | Người nhận          | Phim                          |
| --- | ---- | -------------------------------------------- | ------------------- | ----------------------------- |
| 1   | 2007 | Giải thành tựu                               | Lee Soon-jae        | Gia đình là số một            |
| 1   | 2007 | Phim hay nhất theo bình chọn khán giả châu Á | —                   | Nhân viên siêu hạng           |
| 1   | 2007 | Giải thưởng đặc biệt                         | Kim Yeong-cheol     | How Much Love?                |
| 1   | 2007 | Giải thưởng đặc biệt                         | Yang Jung-a         | Here Comes Ajumma             |
| 2   | 2008 | Giải thành tựu                               | Baek Il-seob        | Sự phẫn nộ của người mẹ       |
| 2   | 2008 | Giải thành tựu Hallyu                        | Bae Yong-joon       | Thái vương tứ thần ký         |
| 3   | 2010 | Nhà sản xuất xuất sắc nhất                   | Chung Tae-won       | Mật danh Iris                 |
| 3   | 2010 | Giải truyền thông mới                        | Jo Hyun-tak         | Kho vàng bí ẩn                |
| 3   | 2010 | Giải thành tựu                               | Lee Byung-hoon      | Dong Yi                       |
| 4   | 2011 | Giải thưởng đặc biệt cho chương trình TH Cáp | Jeon Hye-bin        | Yaksha                        |
| 4   | 2011 | Ngôi sao Hallyu                              | Lee Min-ho          | Thợ săn thành phố             |
| 5   | 2012 | —                                            | —                   | —                             |
| 6   | 2013 | Ngôi sao hot                                 | Clara               | Nữ thần hôn nhân              |
| 7   | 2014 | Ngôi sao hot Hallyu                          | Kim Soo-hyun        | Vì sao đưa anh tới            |
| 7   | 2014 | Ngôi sao hot                                 | Shin Sung-rok       | Vì sao đưa anh tới            |
| 7   | 2014 | Ngôi sao toàn cầu                            | Ryohei Otani        | Phát súng hận thù             |
| 8   | 2015 | Giải thưởng Cống hiến trọn đời               | Kim Young-ae        | Kill Me, Heal Me              |
| 8   | 2015 | Ngôi sao Hallyu                              | Kim Soo-hyun        | Hậu trường giải trí           |
| 8   | 2015 | Ngôi sao Hallyu                              | Park Chanyeol       | EXO Next Door                 |
| 8   | 2015 | Giải KDA                                     | Park Hae-jin        | Những gã tồi                  |
| 8   | 2015 | Ngôi sao hot                                 | Seo Kang-joon       | Triều đại huy hoàng           |
| 8   | 2015 | Ngôi sao của năm                             | Kim So-hyun         | Học đường 2015                |
| 8   | 2015 | Ngôi sao toàn cầu                            | Sam Okyere          | Cuộc đời như mơ               |
| 9   | 2016 | Ngôi sao hot                                 | Lee Ki-woo          | Memory                        |
| 9   | 2016 | Star of the Year Award                       | Kim So-yeon         | Happy Home                    |
| 9   | 2016 | Ngôi sao toàn cầu                            | Ahn Jae-hyun        | Lọ Lem và bốn chàng hiệp sĩ   |
| 9   | 2016 | Global Management Award                      | Moon Bo-mi          |                               |
| 10  | 2017 | KDA Award                                    | Heo Joon-ho         | Mặt nạ quân chủ               |
| 10  | 2017 | Ngôi sao hot                                 | Lee Tae-im          | Woman of Dignity              |
| 10  | 2017 | Star of the Year Award                       | Yook Sung-jae       | Yêu tinh                      |
| 10  | 2017 | Popular Character Award                      | Kim Byung-cheol     | Yêu tinh                      |
| 10  | 2017 | Popular Character Award                      | Park Kyung-hye [ko] | Yêu tinh                      |
| 10  | 2017 | Global Management Award                      | Cube Entertainment  |                               |
| 11  | 2018 | Ngôi sao của năm                             | Jo Woo-ri           | Người đẹp Gangnam             |
| 11  | 2018 | Popular Character Award                      | Jung Sang-hoon      | My Contracted Husband, Mr. Oh |
| 11  | 2018 | Popular Character Award                      | Pyo Ye-jin          | Thư ký Kim sao thế?           |
| 11  | 2018 | KDA Award                                    | Park Jung-sook      |                               |
| 12  | 2019 | Ngôi sao của năm                             | Go Jun              | Linh mục nhiệt huyết          |
| 12  | 2019 | Ngôi sao của năm                             | Shin Ye-eun         | He Is Psychometric            |
| 12  | 2019 | Popular Character Award                      | Ahn Chang-hwan      | Linh mục nhiệt huyết          |
| 12  | 2019 | Popular Character Award                      | Kim Bo-ra           | Lâu đài tham vọng             |
| 12  | 2019 | Hot Star China Award                         | Kim Seo-hyung       | Lâu đài tham vọng             |
| 13  | 2022 | Global Excellence Award                      | Lee Jae-wook        | Hoàn hồn                      |
| 13  | 2022 | Global Star Award                            | Kim Myung-soo       | Royal Secret Agent            |
| 13  | 2022 | KDF Award                                    | Min Chae-eun        | Namgang blues                 |